# 加登城 (紐約州)
加登城（英語：Garden City）是位於美國紐約州拿騷縣的村。

## 人口
根據2020年美國人口普查的數據，加登城的面積為13.87平方千米，當中陸地面積為13.80平方千米，而水域面積為0.07平方千米。當地共有人口23572人，而人口密度為每平方千米1,699人。